# Cinch Championships 2023
cinch Championships 2023, známý pod tradičním názvem Queen's Club Championships 2023, byl tenisový turnaj na mužském profesionálním okruhu ATP Tour hraný v Queen's Clubu. Jubilejní stý dvacátý ročník Queen's Club Championships probíhal mezi 19. až 25. červnem 2023 v britském hlavním městě Londýně na otevřených travnatých dvorcích.  
Turnaj dotovaný 2 345 130 eury patřil do kategorie ATP Tour 500. Nejvýše nasazeným singlistou se stal druhý tenista světa Carlos Alcaraz ze Španělska. Jako poslední přímý účastník do hlavní soutěže nastoupil francouzský 47. hráč žebříčk Adrian Mannarino. V důsledku invaze Ruska na Ukrajinu na konci února 2022 řídící organizace tenisu ATP, WTA a ITF s grandslamy rozhodly, že ruští a běloruští tenisté mohli dále na okruzích startovat, ale do odvolání nikoli pod vlajkami Ruska a Běloruska.
Jedenáctý singlový titul na okruhu ATP Tour, a první na trávě, vybojoval 20letý Carlos Alcaraz. Čtyřhru ovládl chorvatsko-americký pár Ivan Dodig a Austin Krajicek, jehož členové získali sedmou společnou a pátou sezónní trofej.
Turnaj vygeneroval staronové světové jedničky ve dvouhře i čtyřhře. Do čela singlového žebříčku se po dvou týdnech vrátil Alcaraz a mezi deblisty zahájil, po týdenní pauze, druhé období na vrcholu Krajicek. Oběma návrat do čela zajistil až zisk titulu.

## Rozdělení bodů a finančních odměn

### Rozdělení bodů
| Soutěž  | Soutěž | vítězové | finalisté | semifinalisté | čtvrtfinalisté | 16 v kole | 32 v kole | Q  | Q2 | Q1 |
| ------- | ------ | -------- | --------- | ------------- | -------------- | --------- | --------- | -- | -- | -- |
| dvouhra | [ 1 ]  | 500      | 300       | 180           | 90             | 45        | 0         | 20 | 10 | 0  |
| čtyřhra | [ 6 ]  | 500      | 300       | 180           | 90             | 0         | —         | 45 | 25 | 0  |

### Finanční odměny
| Soutěž                              | Soutěž      | vítězové  | finalisté | semifinalisté | čtvrtfinalisté | 16 v kole | 32 v kole | Q2      | Q1      |
| ----------------------------------- | ----------- | --------- | --------- | ------------- | -------------- | --------- | --------- | ------- | ------- |
| dvouhra                             | [ 1 ] [ 7 ] | 477 795 € | 220 880 € | 117 715 €     | 60 145 €       | 32 105 €  | 17 120 €  | 8 775 € | 4 925 € |
| čtyřhra                             | [ 6 ]       | 134 840 € | 71 910 €  | 36 380 €      | 18 190 €       | 9 420 €   | —         | —       | —       |
| částka ve čtyřhře je uvedena na pár |             |           |           |               |                |           |           |         |         |

## Dvouhra

### Nasazení hráčů
| Země                           | Hráč                | ATP | Nasazení |
| ------------------------------ | ------------------- | --- | -------- |
| Španělsko                      | Carlos Alcaraz      | 2.  | 1.       |
| Dánsko                         | Holger Rune         | 6.  | 2.       |
| USA                            | Taylor Fritz        | 8.  | 3.       |
| USA                            | Frances Tiafoe      | 12. | 4.       |
| Spojené království             | Cameron Norrie      | 13. | 5.       |
| Itálie                         | Lorenzo Musetti     | 17. | 6.       |
| Austrálie                      | Alex de Minaur      | 18. | 7.       |
| Argentina                      | Francisco Cerúndolo | 20. | 8.       |
| Žebříček ATP k 12. červnu 2023 |                     |     |          |

### Jiné formy účasti na turnaji
Následující hráči obdrželi divokou kartu do hlavní soutěže:
- Liam Broady
- Jan Choinski
- Ryan Peniston

Následující hráč měl nastoupit pod žebříčkovou ochranou:
- Milos Raonic

Následující hráč měl obdržet zvláštní výjimku:
- Jordan Thompson

Následující hráči postoupili z kvalifikace:
- Grigor Dimitrov
- Arthur Fils
- Mackenzie McDonald
- Tommy Paul

Následující hráči postoupili z kvalifikace jako šťastní poražení:
- Alexei Popyrin
- Arthur Rinderknech
- J. J. Wolf

### Odhlášení
před začátkem turnaje
- Matteo Berrettini → nahradil jej  J. J. Wolf
- Marin Čilić → nahradil jej  Emil Ruusuvuori
- Arthur Fils → nahradil jej  Arthur Rinderknech
- Jošihito Nišioka → nahradil jej  Maxime Cressy
- Milos Raonic → nahradil jej  Alexei Popyrin

## Čtyřhra

### Nasazení párů
| Země                                                                       | Hráč           | Země               | Hráč            | ATP | Nasazení |
| -------------------------------------------------------------------------- | -------------- | ------------------ | --------------- | --- | -------- |
| Nizozemsko                                                                 | Wesley Koolhof | Spojené království | Neal Skupski    | 4.  | 1.       |
| Chorvatsko                                                                 | Ivan Dodig     | USA                | Austin Krajicek | 5.  | 2.       |
| USA                                                                        | Rajeev Ram     | Spojené království | Joe Salisbury   | 11. | 3.       |
| Monako                                                                     | Hugo Nys       | Polsko             | Jan Zieliński   | 21. | 4.       |
| Žebříček ATP k 12. červnu 2023; číslo je součtem umístění obou členů páru. |                |                    |                 |     |          |

### Jiné formy účasti
Následující páry obdržely divokou kartu do hlavní soutěže:
- Liam Broady /  Jonny O'Mara
- Julian Cash /  Luke Johnson

Následující pár postoupil z kvalifikace:
- Juki Bhambri /  Saketh Myneni

Následující hráči postoupil z kvalifikace jako šťastný poražený:
- André Göransson /  Ben McLachlan

### Odhlášení
před začátkem turnaje
- Andy Murray /  Cameron Norrie → nahradili je  André Göransson /  Ben McLachlan

## Přehled finále

### Mužská dvouhra
- Carlos Alcaraz vs.  Alex de Minaur, 6–4, 6–4

### Mužská čtyřhra
- Ivan Dodig /  Austin Krajicek vs.  Taylor Fritz /  Jiří Lehečka, 6–4, 6–7(5–7), [10–3]